# Thoriosa
Thoriosa es un género de arañas araneomorfas de la familia Ctenidae. Se encuentra en África occidental y África central.

## Lista de especies
Según The World Spider Catalog 12.0:
- Thoriosa fulvastra Simon, 1910
- Thoriosa spadicea (Simon, 1910)
- Thoriosa spinivulva (Simon, 1910)
- Thoriosa taurina (Simon, 1910)